# Gjaerumiaceae
Gjaerumiaceae är en familj av svampar. Gjaerumiaceae ingår i ordningen Georgefischeriales, klassen Exobasidiomycetes, divisionen basidiesvampar och riket svampar.
| Gjaerumiaceae | \| \| Gjaerumia \| \| \| \| |
|               | \| \| Gjaerumia \| \| \| \| |
|               | Georgefischeriaceae         |
|               |                             |
|               | Eballistraceae              |
|               |                             |
|               | Tilletiariaceae             |
|               |                             |
|               | Gjaerumia                   |
|               |                             |

|  | Gjaerumia |
|  |           |